# Joe Bonsall (Cajun)
Joe Bonsall (Lake Arthur (Louisiana), juni 1921 - 1996) was een cajun-accordeonist. 
Bonsall leerde thuis muziek spelen en begeleidde zijn moeder, die accordeon speelde, op triangel (tit fer). Daarna leerde hij accordeon, gitaar en viool spelen. Op 14-jarige leeftijd begon hij op te treden, onder meer met Joe Falcon en Lawrence Walker. Bonsall verhuisde naar Orange in Oost-Texas en richtte zijn eigen band, The Orange Playboys, op. Hij speelde ook in de band Joe Simon, Joe Bonsall and the Louisiana Cajuns. Tijdens de Tweede Wereldoorlog diende hij bij de Marines in de strijd tegen Japan. Na de oorlog verhuisde hij naar Vinton (Louisiana). Tijdens zijn carrière nam hij 36 singles en 3 albums op. Hij zette zich in voor het behoud van de cajunmuziek en -cultuur.
Bonsall werd opgenomen in de Hall of Fame van de Cajun French Music Association in 1981.